# Verbandsgemeinde Saarburg-Kell
La comunidad administrativa de Saarburg-Kell (Verbandsgemeinde) está ubicada en el Distrito de Tréveris-Saarburg en Renania-Palatinado, Alemania. Fue creado el 1 de enero de 2019 a partir de la fusión voluntaria de los asociaciones de municipios de Saarburg y Kell am See.

## Municipios asociados
La lista contiene los escudos de armas, los nombres de los municipios, las áreas distritales, a modo de ejemplo las cifras de población de 1950, así como las cifras de población actuales:
| Municipio         | previamente asignado | Área (km²) | Población (1950) | Población (31 de diciembre de 2019) |
| ----------------- | -------------------- | ---------- | ---------------- | ----------------------------------- |
| Ayl               | VG Saarburg          | 7,58       | 931              | 1.544                               |
| Baldringen        | VG Kell am See       | 1,76       | 162              | 270                                 |
| Fisch             | VG Saarburg          | 6,88       | 302              | 406                                 |
| Freudenburg       | VG Saarburg          | 11,00      | 1.396            | 1.832                               |
| Greimerath        | VG Kell am See       | 12,12      | 873              | 944                                 |
| Heddert           | VG Kell am See       | 4,90       | 204              | 265                                 |
| Hentern           | VG Kell am See       | 6,15       | 344              | 380                                 |
| Irsch             | VG Saarburg          | 15,21      | 1.249            | 1.520                               |
| Kastel-Staadt     | VG Saarburg          | 5,23       | 455              | 433                                 |
| Kell am See       | VG Kell am See       | 28,26      | 1.385            | 1.938                               |
| Kirf              | VG Saarburg          | 19,15      | 954              | 804                                 |
| Lampaden          | VG Kell am See       | 8,16       | 503              | 554                                 |
| Mandern           | VG Kell am See       | 23,96      | 816              | 861                                 |
| Mannebach         | VG Saarburg          | 6,02       | 349              | 328                                 |
| Merzkirchen       | VG Saarburg          | 18,21      | 916              | 827                                 |
| Ockfen            | VG Saarburg          | 2,46       | 495              | 599                                 |
| Palzem            | VG Saarburg          | 21,30      | 1.378            | 1.492                               |
| Paschel           | VG Kell am See       | 4,30       | 195              | 232                                 |
| Saarburg (Ciudad) | VG Saarburg          | 20,36      | 4.942            | 7.381                               |
| Schillingen       | VG Kell am See       | 19,58      | 902              | 1.182                               |
| Schoden           | VG Saarburg          | 5,14       | 393              | 686                                 |
| Schömerich        | VG Kell am See       | 2,46       | 163              | 122                                 |
| Serrig            | VG Saarburg          | 17,63      | 1.431            | 1.662                               |
| Taben-Rodt        | VG Saarburg          | 16,16      | 752              | 786                                 |
| Trassem           | VG Saarburg          | 7,53       | 650              | 1.160                               |
| Vierherrenborn    | VG Kell am See       | 8,57       | -                | 193                                 |
| Waldweiler        | VG Kell am See       | 11,08      | 629              | 826                                 |
| Wincheringen      | VG Saarburg          | 18,72      | 1.543            | 2.276                               |
| Zerf              | VG Kell am See       | 28,87      | 1.156            | 1.522                               |
| VG Saarburg-Kell  |                      | 359,32     | 25.595           | 33.025                              |